# Franco Russoli
Franco Russoli (Firenze, 9 luglio 1923 – Milano, 21 marzo 1977) è stato un museologo, critico d'arte, storico dell'arte e partigiano italiano.

## Biografia
Franco Russoli si laureò in Lettere all'Università di Pisa con una tesi sui Macchiaioli discussa nell'immediato dopoguerra. Entrò a far parte nell'ultimo anno del conflitto della Resistenza. Dal 1946 fu salariato nella Sovrintendenza alle Antichità e Belle Arti a Pisa, durante la ricostruzione, con Piero Sanpaolesi; nel 1950 ottenne il trasferimento a Milano al fianco di Fernanda Wittgens, che tra le altre cose gli assegnò il ruolo di sovrintendere con Mauro Pellicioli al restauro dell'Ultima Cena di Leonardo da Vinci nel refettorio della chiesa di Santa Maria delle Grazie devastata dai bombardamenti della guerra. Negli anni Sessanta ottenne la libera docenza e insegnò all'Università degli Studi di Milano e al Politecnico.
Dal 1957 fino alla morte fu Direttore della Pinacoteca di Brera. Nel 1973 succedette inoltre a Gian Alberto Dell'Acqua alla direzione della Soprintendenza alle Gallerie e ai Monumenti della Lombardia. Nel 1974 fu al fianco di Giovanni Spadolini nel fondare il Ministero dei Beni Culturali. Nel 1975 con Giulia Maria Crespi diede vita al FAI (Fondo per l'Ambiente Italiano) e del 1976 fu Presidente del Comitato italiano di ICOM (International Council of Museums). Fu l'autore del rinomato progetto della "grande Brera", rimasto incompiuto a causa della sua prematura ed improvvisa scomparsa, che prevedeva l'ampliamento del percorso museale di Brera in Palazzo Citterio, collegato attraverso l'Orto Botanico, nel quale avrebbero dovuto essere esposte importanti collezioni private milanesi di cui si era garantito il legato o la donazione.
Fin da giovane a Pisa entrò in contatto con intellettuali, artisti e storici dell'arte quali Carlo Carrà, Giancarlo Tognoni, Francesco Arcangeli, Lionello Venturi, Roberto Longhi e Bernard Berenson. Fu curatore di importanti mostre d'arte come quelle milanesi dedicate a Pablo Picasso, a Pierre Bonnard, a Amedeo Modigliani. Collaborò anche con Vittorio Viale a Torino per importanti esposizioni quali quella di Graham Vivian Sutherland e Nicholas de Stael. Fu uno dei più prolifici e importanti critici d'arte militante del dopoguerra oltre che grande divulgatore: diresse infatti insieme a Dino Fabbri e Alberto Martini le collane Capolavori nei secoli, I maestri del colore, I maestri della scultura e L'Arte Moderna.
È tumulato nel Civico Mausoleo Palanti, al Riparto V del Cimitero Monumentale di Milano. 

## Sulla qualità artistica
Franco Russoli in un suo articolo definì «mediocre»  la XXVIII Biennale di Venezia del 1956. Scrisse della quantità delle opere esposte, provenienti da tutto il mondo nel clima di distensione del secondo dopoguerra, cui non sempre avrebbe corrisposto una relativa qualità. «Dall'Unione Sovietica agli Stati Uniti d'America, dal Venezuela alla Cina, dal Sud Africa alla Danimarca, artisti di ogni parte del mondo hanno inviato le loro opere (...)». Russoli, valutando le opere presenti, oscillanti «tra i punti estremi di una raffinata elaborazione formalistica delle brucianti novità dei "vecchi" Maestri e il generoso ma ingenuo tentativo di un rinnovamento (...)», concluse che non rimaneva che attendere «i giovani alla prova, nella prossima Biennale». Nello stesso articolo viene dedicato uno spazio particolare al vincitore del gran premio, Jacques Villon, maestro che, secondo il critico, ottenne tale riconoscimento con pieno diritto.

## Omaggi
- La città di Milano gli ha dedicato una via e un parco, entrambi nel quartiere Barona.

- La città di Pisa gli ha dedicato l'omonimo Liceo artistico nel quartiere Santamaria.

## Opere
- Tutta la scultura di Michelangelo, Milano, Rizzoli, 1953.
- La pinacoteca Poldi Pezzoli, catalogo di, Milano, Electa, 1954.
- Andrea del Castagno, Milano, Pizzi, 1957.
- Modigliani. 36 tavole a colori, 10 disegni in nero, Milano, Silvana editoriale d'arte, 1958.
- Mostra di Amedeo Modigliani. Novembre-dicembre 1958, Milano, Palazzo Reale, catalogo a cura di, Milano, Edizioni dell'Ente manifestazioni milanesi, 1958.
- Arte lombarda dai Visconti agli Sforza. Palazzo Reale, Milano, aprile-giugno 1958, catalogo a cura di, Milano, Silvana editoriale d'arte, 1958.
- 50 capolavori della Accademia Carrara, a cura di, Bergamo, Ist. italiano d'arti grafiche, 1962.
- Modigliani, Milano, Fabbri, 1963.
- Marino Marini. Pitture e disegni, a cura di, Milano, Toninelli, 1963.
- Cagli, con Raffaele De Grada, Milano, SEDA, 1964; Milano, EIT, 1967.
- Degas, a cura di, Milano, Fabbri, 1966.
- L'opera completa di Degas, presentazione di, Milano, Rizzoli, 1970.
- Le vingtième siècle Braque, De Chirico, Max Ernst, Léger, Matisse, Miro, Picasso. Dessins et aquarelles des grands maîtres 1970
- La scultura italiana dall'alto medioevo alle correnti contemporanee, a cura di e con Rossana Bossaglia, Enzo Carli, Valentino Martinelli, Carlo Pirovano, Milano, Electa, 1973.
- Fabbri collection. Le musée de poche , 1975
- 100 maestri del colore. Un itinerario attraverso la pittura in Europa dal Duecento al Novecento, a cura di, 14 voll., Milano, Fabbri, 1976-1977.
- Il museo nella società. Analisi proposte interventi. 1952-1977, Milano, Feltrinelli economica, 1981.
- Arte moderna cara compagna. Argomenti, pittori, scultori, Milano, Garzanti, 1987. ISBN 88-11-59983-0.
- Senza utopia non si fa la realtà. Scritti sul museo (1952-1977), a cura di Erica Bernardi, Milano, Skira, 2017. ISBN 978-88-572-3537-0.